# ロッテ CMアイドルはキミだ!
「ロッテ CMアイドルはキミだ!」とは、ロッテの主催で、1986年から1989年にかけて4度に渡って開催された女性アイドル発掘オーディションである。 「ホリプロタレントスカウトキャラバン」や「全日本国民的美少女コンテスト」に次ぐ規模・人気を誇ったオーディションで、グランプリ受賞者にはロッテのCM出演と歌手デビューが約束されていた。本選（決勝大会）は新宿アルタ内のスタジオアルタで行われ、数多くの女性アイドルを輩出した。

## 第1回 (1986年)
決勝大会は8月17日、スタジオアルタにおいて開催。
- グランプリ - 橘理佐[2][3]（「立花理佐」の芸名でデビュー）
- 本選進出メンバー（全20名）[4][1][注 1]
  - 鈴木早智子[4][5]（後に「Wink」としてデビュー）

## 第2回 (1987年)
- グランプリ - 相川恵里
- 準グランプリ - 島崎和歌子
- 本選進出メンバー
  - 馬場晃穂（後に「千堂あきほ」の芸名でデビュー）
  - 鶴田陽子（後に「星野陽子」の芸名で「美少女隊」としてデビュー）

## 第3回 (1988年)
決勝大会は8月28日に開催。
- グランプリ - 山中澄佳（「山中すみか」の芸名でデビュー）
- 本選進出メンバー（全20名）
  - 中村通代
  - 中江有里
  - 高山直子（後に「高山美図紀」の芸名でソロCDデビュー）
  - 矢川可奈子（後に「中條かな子」の芸名でデビュー。更に「緒方かな子」に改名）

## 第4回 (1989年)
- グランプリ - 宍戸留美
- 準グランプリ - 穴井夕子（後に「東京パフォーマンスドール」としてデビュー）
- フォトジェニック賞 - 杉本理恵（後に別のオーディションにも合格し、1990年にソロCDデビュー）
- 本選進出メンバー
  - 八木田麻衣（後に「東京パフォーマンスドール」としてデビュー）
  - 北村仁絵（後に「井上晴美」の芸名で芸能界デビュー）